# 蛋白酶抑制剂
蛋白酶抑制剂（英語：Protease inhibitor, antiprotease）是带有环状结构的肽化合物，可竞争性或非竞争性抑制蛋白酶活性，此外，蛋白酶抑制剂还可以降低白介素－1β转换酶的表达，从而使病毒颗粒无法成熟、抑制病毒的复制。FDA已批准上市7种药物（SQV、RTV、IDV、NFV、APV等）。
自然界本就存在许多蛋白酶抑制剂，它们与蛋白酶互相制约而处于动态平衡；许多天然蛋白酶抑制剂本身结构也是蛋白质。蛋白酶抑制剂通过与蛋白酶活性位点结合调控靶蛋白酶活性，从而影响蛋白质代谢。

## 外部連結
- A brief history Archive.today的存檔，存档日期2013-01-16 of the development of protease inhibitors by Hoffman La Roche, Abbott, and Merck